# Специјални резерват природе Осредак
Специјални резерват природе Осредак јесте споменик природе у централној Србији. Проглашен је специјалним резерватом природе 2020. године ради очувања мочвара у долини Западне Мораве. Мочвара је значајна за очување квалитета воде Западне Мораве и једини је значајан мочварни локалитет у радијусу од 100 километара.

## Локација
Осредак се налази скоро у географском центру Србије, у долини Западне Мораве. Налази се у Расинском округу, простире се на територији града Крушевца (села Бела Вода, Глободер и Кукљин ) и општине Трстеник (Бресно Поље). Удаљеност од поседа Крушевца и Трстеника је 14 km (8,7 mi) и 20 km (12 mi).

## Географија
Резерват се налази у централном делу долине Западне Мораве, смештен у фосилном кориту реке која се временом претворила у мочварно подручје. Описано је као зелено, водено острво заштићене природе окружено пољима обрадиве земље. Састоји се од бројних водотока, меандара, мртвица и преко 40 малих, вештачких језера насталих у процесу копања шљунка. Резерват, грубо обликован као бочна осмица, простире се дуж обе обале Западне Мораве, омеђен Беловодском Реком са десне стране Мораве и Кукљинском Реком са десне стране. Западна Морава вијуга за 5 km (3,1 mi) кроз резерват.
Забележено је да је у периоду 1890-2014 Западна Морава 9 пута променила ток у области Осредак. Мочвара је важна за очување квалитета воде реке. Делује као „бубрези” Западне Мораве. Делимично загађена вода се излива у мочварно подручје. Пролазећи кроз мочварну вегетацију, органска материја и други материјали у води се таложе, а вода је упола мање загађена када се врати у реку на другом крају мочваре.
Постоји складиште палеозојског кристализованог шкриљаца са високим степеном метаморфизма . Формира корито испод, са разним седиментима изнад њега: неогенски стенски комплекс, квартарни стенски комплекс, беловодски пешчар и панонско - понтски седименти.

## Биодиверзитет
Осредак је описан као одличан показатељ флоре и фауне у овом делу Србије и важна локација за птице селице.
У резервату су забележене 44 биљне врсте. Осредак је најзначајнији као станиште жутог локвања са срцоликим листовима, који је и сам у Србији заштићен као природна реткост. Неки од канала у мочвари су потпуно прекривени њоме. Остале угрожене биљне врсте које се налазе у резервату су шиљасти шаш, пољски раставић и гавез. Резерват обухвата и неке од преосталих поплављених шума храста лужњака, али и шумске плохе беле врбе, крхке врбе, црне тополе, сребрне тополе и љубичасте врбе.
Забележене су 83 врсте птица, од којих су 82 аутохтоне. Међутим, процењује се да најмање 120 врста птица живи у резервату или посећује током сеобе. Како су већина њих мочварне птице, Осредак се такође нашао на листи заштићених мочвара.
Остале животиње укључују типичне представнике фауне водоземаца и рептилских мочвара, као што су велика зелена жаба, обична крастача, зелена крастава жаба, европска барска корњача, беолушка, речна змија и смук.

## Заштита
Истраживање подручја почело је 2009. године. Завод за заштиту животне средине Србије је 2014. године проследио Влади студију заштите која је 28. фебруара 2020. објавила уредбу о проглашењу резервата и стављању под заштиту државе.
Укупна површина резервата је 24.575 ha (60.730 acres). Од тога је 62,6% под другим степеном заштите, док је преосталих 37,4% под трећим. Такође, само 662 ha (1.640 acres) или 0,37% је државно земљиште, док је преосталих 99,63% у приватном власништву.
Главне проблеме у резервату изазива нелегално одлагање отпада на његовим рубовима, посебно грађевинског отпада. Поједини становници, такође нелегално, настављају да копају шљунак на локацији. Проблем је и пецање, како илегално тако и легално, јер је дозвољено на скоро читавој 5 km (3,1 mi) дуг ток Западне Мораве кроз резерват, изузев мањег дела означеног као рибље мрестилиште.
У јуну 2021. године, Пошта Србије, национална пошта Србије, издала је пригодне марке и коверте са уметничким приказом резервата.